# Annett Fischer
Pour les articles homonymes, voir Fischer et Quandt.
Annett Fischer Quandt, née le 18 juillet 1985 à Berlin, est une pilote et copilote allemande de rallye-raid.

## Résultats au Paris-Dakar
| Année | Catégorie     | Constructeur | Poste                                  | Position Scratch | Position femme pilote |
| ----- | ------------- | ------------ | -------------------------------------- | ---------------- | --------------------- |
| 2019  | SSV           | Can-Am       | Pilote (copilote : Andrea Peterhansel) | 14e              | 1er                   |
| 2020  | SSV           | Yamaha       | Copilote de Camélia Liparoti           | Ab. (étape 4)    |                       |
| 2021  | Protos légers | Yamaha       | Copilote de Camélia Liparoti           | 2e               |                       |
| 2022  | Protos légers | Yamaha       | Pilote (copilote : Annie Seel)         | 15e              | 4e                    |
| 2023  | Protos légers | Yamaha       | Pilote (copilote : Annie Seel)         | Ab. (étape 12)   |                       |
| 2024  | Challengers   | Yamaha       | Pilote (copilote : Annie Seel)         | 19e              | 3e                    |